# إديث بالانتاين
إديث بالانتاين (بالإنجليزية: Edith Ballantyne)‏ (من مواليد 10 ديسمبر 1922). مواطنة تشيكية كندية، كانت عضوًا بارزًا في الرابطة النسائية الدولية للسلام والحرية منذ عام 1969. وبحلول ذلك الوقت أصبحت السكرتيرة التنفيذية للمنظمة الدولية التي يقع مقرها في جنيف في سويسرا، واستمرت في هذا المنصب لمدة 23 عامًا. شغلت أيضًا منصب الرئيس الدولي للمنظمة بين أعوام 1992 – 1998. حصلت في عام 1995 على جائزة غاندي للسلام.

## حياتها المبكرة
وُلدت إديث مولر في 10 ديسمبر 1922 في كرنوف في تشيكيا. والداها روزا ولويس مولر. نشأت إديث في تشيكوسلوفاكيا حتى إبرام معاهدة ميونخ عام 1938 وظهور البوادر الأولى للحرب العالمية الثانية. فرت العائلة أولًا إلى إنجلترا، ثم إلى كندا عام 1939، وعمل الأب في شركة الباسفيك الكندية للسكك الحديدية في كولومبيا البريطانية. انتقلت العائلة إلى تورنتو في عام 1941 بعد أن تدهور وضعها المادي، وهناك عملت إديث كخادمة في المنازل، وكانت حتى ذلك الوقت لا تجيد التحدث باللغة الإنجليزية، ما دفعها لدراسة الإنجليزية على يد متطوعي الرابطة النسائية الدولية للسلام والحرية الذين دعموا اللاجئين وحاولوا مساعدتهم للتكيف مع الحياة الجديدة في كندا. انضمت إديث في النهاية إلى الرابطة النسائية الدولية للسلام والحرية، إذ وجدت إلهامًا كبيرًا في رسالتهم عن السلام العالمي وحقوق الإنسان، لكنها فقدت تواصلها مع المنظمة عندما انتقلت إلى مونتريال في عام 1945. تزوجت إديث من كامبل بالانتاين في يوليو 1948 والذي كان مسؤولًا في مكتب العمل الدولي، وانتقلت معه إلى جنيف في وقت لاحق من نفس العام.

## مسيرتها المهنية
بدأت بالانتاين العمل في منظمة الصحة العالمية فور وصولها إلى سويسرا، إذ شغلت منصب نائب مدير قسم المنشورات. تركت العمل بعد خمس سنوات لتتفرغ لرعاية أطفالها الأربعة. اكتشفت بالانتاين بعد عشرين سنة من العيش في جنيف أن مقر الرابطة النسائية الدولية للسلام والحرية كان موجودًا هناك، فتطوعت للعمل مع المنظمة في عام 1968، وفي العام التالي أصبحت السكرتيرة العامة للمنظمة، وقبلت العمل بدوام كامل، وسعت لتحسين  تعاون الرابطة مع المنظمات غير الحكومية والأمم المتحدة. حضرت إديث في عام 1970 المؤتمر الثامن عشر للرابطة النسائية الدولية للسلام والحرية الذي عقد في نيودلهي، والذي أثر بعمق على نظرتها إلى تحقيق التوازن بين الحرية والسلام. أدركت إديث أنه في حالة استنفاد الوسائل السلمية لحل الصراعات، يجب أن نعترف أن المضطهدين من المرجح أن يلجؤوا إلى العنف، ولهذا يجب دعم مسار اللاعنف لكن دون إدانة تصرفات الأشخاص المضطهدين الذين شعروا بعدم وجود خيارات أخرى. أسفرت النقاشات التي أعقبت المؤتمر عن قرار ينص أنه لا يمكن للسعي إلى السلام بمثالية أن يحل محل الاعتراف بأن الهدف النهائي للسلام هو السماح للناس بالوصول إلى العيش بحرية. أصبحت إديث في عام 1972 منسقة عمل الرابطة النسائية الدولية للسلام والحرية مع الأمم المتحدة. زارت إديث الشرق الأوسط بعد رحلتها إلى الهند في عام 1975، ما حفزها على توصية الرابطة النسائية الدولية للسلام والحرية بمواصلة الحوار بين أطراف النزاع، مع الحفاظ على حياديتها بشأن قضايا العنف وانتهاكات حقوق الإنسان الناتجة عن هذه الصراعات. كانت إديث تؤمن أن دور الرابطة النسائية الدولية للسلام والحرية هو تشجيع أطراف النزاع على إيجاد وسائل سلمية للتعايش دون التركيز على من يقع اللوم.
انتخبت إيدث في عام 1976 لتنسيق مؤتمر المنظمات غير الحكومية الذي رعته الأمم المتحدة، وشغلت منصب رئيس المؤتمر على مدار السنوات الست المقبلة. فتحت الباب أمام السعي لتحقيق أهداف نزع السلاح بصفتها أول ممثل يشغل هذا المنصب من منظمة ناشطة للسلام، وعندما انعقد المؤتمر العالمي المعني بالمرأة في عام 1980 في كوبنهاغن شغلت منصب رئيس تطوير البرامج لمؤتمر المنظمات غير الحكومية، ما ضمن وجود تركيز قوي على السلام ونزع السلاح في مناقشات ورش العمل المختلفة. ساعدت في العام التالي في تطوير مؤتمر «نساء أوروبا في العمل من أجل السلام» بهدف جمع الناشطات النسويات لدراسة المخاوف التي تزيد من سباق التسلح وتطوير برامج لرصد التطورات في محادثات السلام. وفي عام 1983 كانت من بين 10 آلاف امرأة اللواتي قابلن الجنرالات في مقر الناتو للاحتجاج على عمليات نشر الصواريخ الجديدة في أوروبا، ومع ذلك فقد نشرت الصواريخ رغم الاحتجاجات، وبعد فترة قريبة غزت الولايات المتحدة غرينادا، بالتزامن مع التدخل العسكري الأمريكي في حرب كونترا. ترأست بالانتاين في تلك الفترة المؤتمر الدولي حول نيكاراغوا والسلام في أمريكا الوسطى، ثم عملت مع أدولفو بيريز إيسكيفيل في لشبونة في عام 1984 لمناهضة سباق التسلح المتصاعد. أصبح تركيزها على اتباع الاستراتيجيات الرئيسية لتحقيق السلام ودعم المنظمات التي رفضت اعتماد الاستراتيجيات التقليدية أساسًا لسياسة الرابطة النسائية الدولية للسلام والحرية.